# Pseudosarcopera diaz-piedrahitae
Pseudosarcopera es un género monotípico de bejucos perteneciente a la familia Marcgraviaceae. Su única especie: Pseudosarcopera diaz-piedrahitae, es originaria de Colombia.

## Taxonomía
Pseudosarcopera diaz-piedrahitae fue descrita por (Gir.-Cañas) Gir.-Cañas y publicado en Caldasia 29(2): 206–209, f. 1. 2007.
Sinonimia
- Schwartzia diaz-piedrahitae Gir.-Cañas